# Катастрофа Boeing 727 на Сент-Томасе (1976)
Катастрофа Boeing 727 на Сент-Томасе — авиационная катастрофа, произошедшая во вторник 27 апреля 1976 года в городе Шарлотта-Амалия на острове Сент-Томас (Американские Виргинские Острова). Пассажирский самолёт Boeing 727-95 авиакомпании American Airlines завершал пассажирский рейс из Нью-Йорка, когда при посадке выкатился за границы аэропорта и врезался в городские строения, в результате чего разрушился, при этом погибли 37 человек. По числу жертв это крупнейшая авиакатастрофа в истории Виргинских островов.

## Самолёт
Boeing 727-95 с регистрационным номером N1963 (заводской — 19837, серийный — 499) свой первый полёт совершил 22 ноября 1967 года, а 20 декабря поступил к заказчику — авиакомпании American Airlines. Он обслуживался в соответствии с установленными правилами и на момент происшествия имел общую наработку 21 926 лётных часов, в том числе 148 часов от последней периодической проверки. Лайнер был оборудован тремя турбовентиляторными двигателями Pratt & Whitney JT8D-1A, данные по которым приведены ниже в таблице.
| № | Заводской номер | Дата установки       | Наработка    | Наработка             |
| № | Заводской номер | Дата установки       | Общая        | От последнего ремонта |
| - | --------------- | -------------------- | ------------ | --------------------- |
| 1 | 649268          | 19 декабря 1975 года | 26 043 часа  | 1054 часа             |
| 2 | 649416          | 5 сентября 1975 года | 23 373 часа  | 1835 часов            |
| 3 | 649222          | 25 января 1976 года  | 24 498 часов | 760 часов             |

## Экипаж
Лётный экипаж (в кабине) состоял из двух пилотов и одного бортинженера:
- Командир воздушного судна — 54-летний Аутур Дж. Буйновски (англ. Authur J. Bujnowski). В American Airlines устроился 14 августа 1941 года, но с апреля 1944 проходил службу в авиации американского военно-морского флота, после чего в октябре 1949 года вернулся в авиакомпанию. Имел сертификаты пилота самолётов типа Convair 240, Douglas DC-6, DC-7, Lockheed Electra и Boeing 727; до командира B-727 был повышен 8 июня 1965 года. Всего успел налетать 22 225 часов, в том числе около 10 000 часов на B-727. Налёт за последние 90, 30 дней и 24 часа до происшествия составлял соответственно 197 часов, 75 часов и 3 часа 10 минут. На Сет-Томас ранее летал 154 раза, в том числе 27 раз за последние 90 дней и 10 раз за последние 30 дней. На момент происшествия находился на работе 4 часа 25 минут, включая 3 часа 10 минут лётного времени[5].
- Второй пилот — 36-летний Эдвард Р. Оффчисс (англ. Edward R. Offchiss). В American Airlines устроился 30 мая 1966 года, а 7 июня 1969 года был повышен до второго пилота B-727. Всего успел налетать около 8000 часов, в том числе около 2500 часов на B-727. Налёт за последние 90, 30 дней и 24 часа до происшествия составлял соответственно 133 часа, 67 часов и 3 часа 10 минут. На Сет-Томас ранее летал 38 раз, в том числе 6 раз за последние 30 дней. На момент происшествия находился на работе 4 часа 25 минут, включая 3 часа 10 минут лётного времени[5].
- Бортинженер — 45-летний Дональд К. Местлер (англ. Donald C. Mestler). В American Airlines устроился 7 июня 1951 года, а классификацию на B-727 получил 11 марта 1965 года. Всего успел налетать около 9500 часов, в том числе около 8000 часов на B-727. Налёт за последние 90, 30 дней и 24 часа до происшествия составлял соответственно 165 часов, 75 часов и 3 часа 10 минут. На Сет-Томас ранее летал 125 раз, в том числе 22 раза за последние 90 дней и 10 раз за последние 30 дней. На момент происшествия находился на работе 4 часа 25 минут, включая 3 часа 10 минут лётного времени; перед этим находился на дежурстве 24 часа[6].

В салоне работали четыре бортпроводника.

## Хронология событий

### Полёт к Сент-Томасу
Самолёт выполнял регулярный пассажирский рейс AA625 по маршруту Провиденс — Нью-Йорк — Шарлотта-Амалия. Полёт до Нью-Йорка прошёл нормально, после чего в 12:00 с 81 пассажиром и 7 членами экипажа на борту рейс 625 вылетел из аэропорта имени Джона Кеннеди и направился к Виргинским Островам. Полёт проходил по правилам полётов по приборам на эшелоне 330 (высота 33 000 футов (10 000 м)); набор высоты, следование на эшелоне и снижение к Сент-Томасу прошли без отклонений. В процессе снижения бортинженер подготовил для командира карту данных, согласно которым посадочный вес был оценён как 125 000 фунтов (57 000 кг); температура воздуха — 80 °F (27 °C); приборная скорость захода на посадку (Vref) при выпущенных на 30° закрылках — 120 узлов; при закрылках на 40° — 117 узлов; EPR двигателей — 1,88. Давление аэродрома в карте было указано как 30,07 дюйма (764 мм) рт. ст., но позже диспетчер из центра в Сан-Хуане передал более правильное значение — 30,00 дюйма (762 мм), однако в карте посадочных данных этот пункт не был исправлен. Согласно полученному перед вылетом прогнозу погоды, в аэропорту назначения ожидался поверхностный ветер 120° 12—14 узлов, без порывов.
Погодные условия в аэропорту назначения в это время были хорошими: переменная облачность на высотах 2500 футов (760 м) и 12 000 футов (3700 м), видимость — 25 миль (40 км), температура воздуха — 84 °F (29 °C), точка росы — 73 °F (23 °C), ветер — 120° (восточно-юго-восточный) 10 узлов.
В 15:04:12, когда до Сент-Томаса оставалось 15—20 морских миль (28—37 км), экипаж, связавшись с диспетчерским центром в Сан-Хуане, доложил о прекращении полёта по приборам, на что диспетчер разрешил продолжать уже визуальный полёт. Командир самолёта передал, что хотел бы всё-таки при посадке на полосу 9 (в настоящее время — 10) использовать курсо-глиссадную систему (ILS), чтобы придерживаться правильной вертикальной траектории. В это время вертикальная скорость снижения была уменьшена, чтобы пассажирам было чуть комфортнее. В 15:05:37 второй пилот установил связь с диспетчером взлёта и посадки аэропорта Сент-Томас и доложил: доложим о [прохождении точки] Саванна в девять [15:09]… высотомер три трижды ноль [30.00].

### Заход на посадку
Вектор от ILS был перехвачен на высоте около 1500 футов (460 м) над уровнем моря, когда самолёт следовал с выпущенными на 15° закрылками и приборной скоростью 160 узлов. Сразу после этого экипаж довыпустил закрылки до 25° и выпустил шасси, после чего снизил скорость до номинальной. На высоте 1000 футов (300 м) над уровнем аэродрома закрылки довыпустили уже до 30°. Экипаж запросил информацию о поверхностном ветре, на что было передано: 120° 12 узлов, то есть как и было указано в прогнозе. В 15:09:37 второй пилот объявил «Тысяча футов, плюс двадцать, снижение шесть» (Самолёт на высоте 1000 футов (300 м) над уровнем аэродрома следует со скоростью Vref+20 узлов и снижается с вертикальной скоростью 600 футов (180 м) в минуту), после чего стал объявлять о высоте каждые 100 футов (30 м), а начиная с высоты 50 футов (15 м) футов — каждые 10 футов. Как впоследствии рассказали оба пилота, самолёт в процессе захода на посадку чуть замедлился до скорости Vref+15 узлов, следуя при этом на глиссаде, а торец полосы прошёл на скорости Vref+10 узлов. Данные с бортовых самописцев также согласовывались с показаниями экипажа. Огни наклона траектории снижения (VASI) никто из пилотов не видел. Высоту прохождения торца полосы командир оценил как 30—40 футов (9—12 м), а бортинженер как 25—50 футов (8—15 м), тогда как фактическая составляла примерно 80 футов (24 м). После прохождения торца полосы на скорости 131 узел, командир постепенно уменьшил режим двигателей, а когда убедился, что можно безопасно совершить посадку — перевёл двигатели в режим малого газа и начал приземляться.
Но вдруг «Боинг» совершенно неожиданно для его командира столкнулся с турбулентностью, в результате которой подвергся скачущим положительным и отрицательным вертикальным перегрузкам, после чего стал опускать правое крыло. Боясь, что сейчас правое крыло врежется в землю, командир отклонил штурвал влево и убрал крен, когда спустя пять секунд в 15:11:10,5 второй пилот заметил, что снижение прекратилось, и сказал командиру, что самолёт оказался высоко над полосой. Диспетчеры на вышке в этот момент увидели, что самолёт словно поплыл над аэродромом. Тогда командир вновь чуть наклонил самолёт, заставив его снижаться, при этом турбулентность прекратилась. Командиру в этот момент показалось, что из-за турбулентности под авиалайнером появилась словно воздушная подушка, как сразу после этого второй пилот доложил: Есть приземление.

### Катастрофа

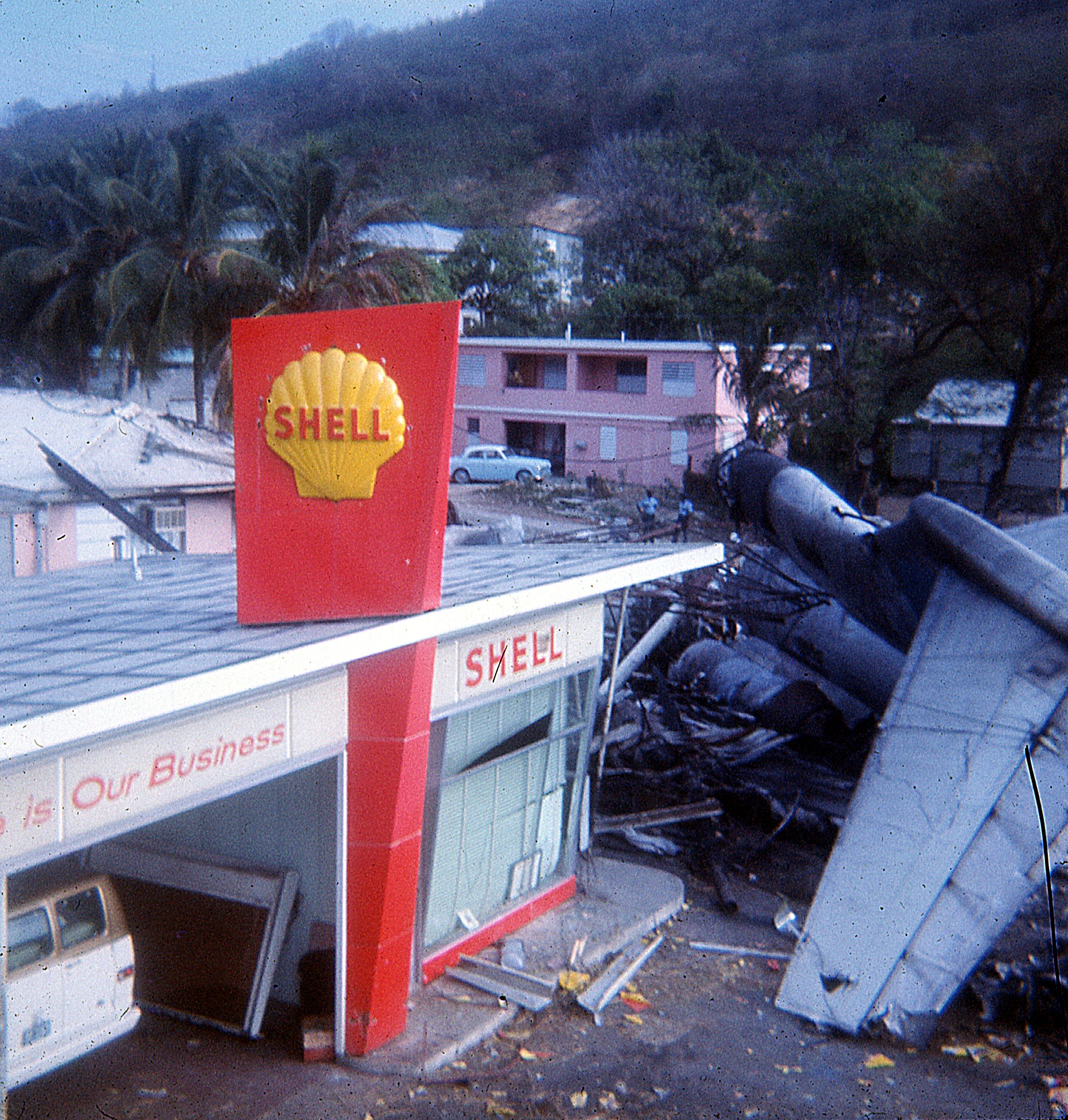
На месте катастрофы

В 15:11:12,2 самолёт коснулся полосы почти всеми стойками шасси сразу и примерно в 2800 футов (850 м) после её начального торца, а второй пилот решил, что оставшегося запаса длины полосы в 1850 футов (560 м) (плюс 500 футов (150 м) длины полосы безопасности) вполне хватит для безопасной остановки. Однако командир экипажа в свою очередь ещё перед касанием земли решил, что самолёт не успеет остановиться на полосе, поэтому уже через три секунды после касания полосы, в 15:11:15,5, за 1200 футов (370 м) до конца полосы, объявил «Уходим на повторный», после чего увеличил режим двигателей, а рычаг закрылков установил на положение 25°, при этом зазвучала сирена о неверной взлётной конфигурации. Так как при этом командир не называл, на какой угол надо установить закрылки, то второй пилот в 15:11:17,0 спросил «Закрылки на двадцать пять?», на что командир в 15:11:19,2 ответил «Закрылки на пятнадцать». Однако рычаг закрылков так и остался в положении «25°».
Почувствовав, что после увеличения режима двигателей самолёт так и не стал как следует ускоряться, командир увеличил режим двигателей до максимального; показаний EPR при этом он не видел. Но затем оценив, что авиалайнеру запаса полосы не хватит и для взлёта, командир убрал режим двигателей и задействовал колёсные тормоза, а в 15:11:24 кто-то в кабине крикнул: Останавливайся. Применились ли остальные тормоза, пилот не запомнил, но считает, что должен был ближе к концу задействовать и реверс. Также он ближе к концу полосы поднял на 11° нос, пытаясь взлететь, но для этого ему не хватило скорости.
На высокой скорости «Боинг» с приподнятым носом выкатился с полосы, пробежал концевую полосу безопасности, после чего, промчавшись по траве ещё 150 футов (46 м), в 15:11:26 налетел на антенну курсового радиомаяка, при этом правая плоскость крыла ударилась о землю, а через 70 футов (21 м) о землю ударилась уже левая плоскость. Пробив забор ограждения аэродрома, авиалайнер выкатился на насыпь автодороги, шедшей параллельно ограждению аэропорта и, как с трамплина, кратковременно подлетел с неё вверх, при этом перелетев автодорогу. При ударе о насыпь оторвало часть правого полукрыла, а вытекший из повреждённых топливных баков авиакеросин сразу воспламенился. На дороге самолёт сбил несколько автомобилей, при этом получил серьёзные травмы ехавший в одной из автомашин человек, но он выжил. В 15:10:28,4 борт N1963 врезался в автозаправочную станцию компании Shell, остановившись на удалении 3950 футов (1200 м) от торца полосы и за 83 фута (25 м) после окружной автодороги, оказавшись напротив ромового склада. Фюзеляж разорвало на три части, а общий разброс основных обломков имел в длину 375 футов (114 м). Возникший пожар быстро охватил центральную часть фюзеляжа, а густой и едкий чёрный дым заволок весь салон.

### Спасательные работы
Все выжившие указывали, что чёрный дым появился почти сразу после разрушения и возгорания правой плоскости крыла, после чего стал быстро проникать в салон. Далее после остановки стюардессы увидели, как всего в 4 футах (1,2 м) от них появился огонь, который сразу набросился на лайнер. В течение минуты—полутора после остановки пассажиры и стюардессы начали спасаться через разломы в фюзеляже, а также аварийные выходы на левой стороне, так как с правой бушевал пожар, а дым продолжал окутывать салон, душа людей. Все три члена лётного экипажа выбрались из кабины наружу через форточку со стороны второго пилота. Три пожарных расчёта аэропорта после получения сигнала о происшествии быстро помчались по полосе по маршруту самолёта, намереваясь проехать через пролом в ограждении. Однако затем выяснилось, что образовавшиеся при разрушении лайнера обломки, включая оборванные провода линии электропередач, заградили своеобразный выход. Южные ворота аэропорта оказались заблокированы припаркованными машинами, поэтому выезжать в город пожарным пришлось через ворота на юго-западе аэропорта, а затем ехать по окружной автодороге. Первая пожарная машина прибыла на место происшествия с западной (подветренной) стороны уже спустя пару минут после момента катастрофы, но из-за густого дыма и мусора вокруг не приблизилась к обломкам самолёта, а тушение производилось с расстояния 160 футов (49 м) и только по задней части, так как она была ближайшая. Из-за сильного жара от огня никто не стал расчищать завалы мусора, чтобы пожарные смогли подойти поближе к очагу пожара, при этом только у одного пожарного был специальный костюм для работы в этом пекле. Остальные два расчёта прибыли к месту спустя 11 минут после катастрофы, так как пришлось огибать ещё и холм, но зато они смогли подойти с востока, где дыма не было, после чего стали тушить остальные части самолёта. Вскоре к ним присоединилась и первая машина. Из-за сильного огня и дыма местные жители оказывать помощь в спасении людей из самолёта не смогли.
В результате происшествия погибли 37 человек: 35 пассажиров и 2 стюардессы. Как показала экспертиза, они умерли от отравления дыма и ожогов третей степени. Ещё 17 пассажиров и 2 члена экипажа получили различные травмы, включая ушибы и порезы, но выжили. Остальные 29 пассажиров и 3 члена экипажа относительно не пострадали. На земле никто не погиб. По масштабам, это крупнейшая авиационная катастрофа в истории Виргинских островов.

## Расследование
Бортовые самописцы были повреждены пожаром, но данные параметрического самописца в основном удалось восстановить, а запись речевого самописца и вовсе была отличной. При изучении обломков самолёта не было найдено никаких признаков отказа систем управления, двигателей или конструкции самолёта. Плоскости управления и двигатели оказались уничтожены в пожаре и восстановить их не удалось. Предкрылки в момент катастрофы были выпущены, закрылки установлены на фактический угол 21°, интерцепторы убраны, шасси выпущены и зафиксированы. Положение всех тумблеров и переключателей в кабине восстановить не удалось, но те, которые уцелели, находились в правильном положении.

### Испытания и тесты
Требовалось провести испытания, чтобы определить время разгона двигателей, а также срабатываний систем управления в условиях, в которых оказался рейс 625. Испытания проводили на соседнем острове — Санта-Крусе, а самолётом был другой B-727-95 авиакомпании American Airlines — борт N1957. При выполнении уходов на второй круг было установлено, что левый и правый двигатели (№ 1 и 3) с режима малого газа до 1,4 EPR разгоняются за 6,6 секунд, а средний (№ 2) — за 4,3—4,6 секунды; с режима малого газа до 1,9 EPR время разгона двигателей составляет уже соответственно 7,9 и 6,2 секунды. Закрылки с угла 30° на 25° убираются за 3,7 секунды. Далее по имеющимся данным следователям предстояло провести анализ, чтобы ответить на три вопроса:
1. Какова производительность самолёта в условиях снижения с выпущенными на 30° закрылками и при режиме двигателей на малом газу, когда высота и воздушная скорость аналогичны записанным на бортовом самописце.
2. Какой должен быть запас длины полосы, чтобы авиалайнер смог остановиться после посадки, при этом используются все доступные средства торможения.
3. Какой должен быть запас длины полосы, чтобы сразу после приземления экипаж успел вновь разогнать двигатели, а затем взлететь для ухода на повторный заход.

Проверка производительности самолёта
По данным бортового самописца, в интервале 31—24 секунды до конца записи рейс 625 сперва чуть ускорился, но затем стал замедляться, при этом скорость за этот период изменилась со 128 до 122 узлов, то есть самолёт замедлялся со средним ускорением 0,9 узлов/с. Высота при этом изменилась со 100 футов (30 м) до 0, то есть вертикальная скорость снижения составляла примерно 860 футов (260 м) в минуту, но касания полосы ещё не было, так как высота 0 футов была вызвана просто неправильной настройкой высотомеров. По данным компании-производителя Boeing, 727-й при закрылках на 30°, выпущенных шасси и с двигателями, работающими на малом газу, будет снижаться с вертикальной скоростью 860 футов в минуту, при этом замедляясь с ускорением 1,4 узла/с при спокойном воздухе, но у поверхности земли возникает уже экранный эффект, при этом поступательная скорость начинает снижаться уже медленнее.
Начиная с 24 секунды до конца записи воздушная скорость начала увеличиваться и когда оставалась 21 секунда, достигла 127 узлов, после чего вновь стала убывать, достигнув к 16-й секунде 122 узлов, то есть замедляясь с ускорением 1 узел/с, что согласуется с нормальной производительностью B-727. Далее скорость начала убывать чуть быстрее и за 4 секунды упала до 117 узлов, что также нормально. Затем с 12-й до 8-й секунды до конца записи скорость упала уже до 103 узлов, то есть с ускорением 3,5 узла/с, а значит, в этот момент были задействованы тормоза. Но потом в течение всего одной секунды скорость быстро возросла до 113 узлов — экипаж перевёл двигатели на максимальный режим. Изменения скорости сперва после задействования тормозов, а затем перевода двигателей на взлётный режим вполне согласуются с нормальными параметрами разгона и торможения.
Расчёт запаса длины для остановки
Ниже в таблице приведены данные расчёта длины полосы, необходимого для выполнения безопасной посадки самолёта весом 125 000 фунтов (57 000 кг) в штиль при температуре воздуха 84 °F (29 °C). При расчётах исходили из того, что максимальное торможение и спойлеры активируются спустя 2 секунды после приземления, а реверс двигателей — спустя 3 секунды после приземления. При встречном ветре 5 узлов необходимый запас длины сокращается примерно на 100 футов (30 м).
| Закрылки | Vref      | Vapp                    | Vtd         | Дистанция посадки  |
| -------- | --------- | ----------------------- | ----------- | ------------------ |
| 30°      | 120 узлов | 122,7 узлов (120 узлов) | 120,7 узлов | 1532 фута (467 м)  |
| 30°      | 120 узлов | 133,0 узла (130 узлов)  | 130,8 узлов | 1730 футов (527 м) |
| 40°      | 116 узлов | 118,4 узла (116 узлов)  | 114,1 узла  | 1378 футов (420 м) |
| 40°      | 116 узлов | 129,0 узлов (126 узлов) | 124,4 узла  | 1568 футов (478 м) |

Расчёт запаса длины для ухода на повторный заход после приземления
При выполнении данного расчёта для упрощения было принято, что уход на второй круг выполняется с момента, когда закрылки выпущены на 30°, а двигатели работают в режиме малого газа. Отсчёт расстояния начинается с точки, когда второй пилот перевёл двигатели на взлётный режим, а рычаг закрылков установил в положение «25°». Далее самолёт должен набрать скорость Vref−10 узлов, после чего в течение трёх секунд поднять нос, а затем оторваться от полосы на скорости Vref+20 узлов. Испытания показали, что на взлётный режим двигатели выводятся за 6,2 секунды, но следователи также приняли и время 9 секунд, чтобы учесть задержку реакции экипажа. Ниже в таблице приведены результаты расчётов длины пробега самолёта по полосе с момента перевода двигателей на взлётный режим, в зависимости от времени разгона двигателей и начальной скорости при разбеге, а также при условии отсутствия ветра.
| Время раскрутки двигателей с малого газа до максимального                                                                                                   | Дистанция от начала разгона до взлёта (в зависимости от скорости начала разгона) | Дистанция от начала разгона до взлёта (в зависимости от скорости начала разгона) | Дистанция от начала разгона до взлёта (в зависимости от скорости начала разгона) |
| Время раскрутки двигателей с малого газа до максимального                                                                                                   | 100 узлов                                                                        | 110 узлов                                                                        | 120 узлов                                                                        |
| --- | -------------------------------------------------------------------------------- | -------------------------------------------------------------------------------- | -------------------------------------------------------------------------------- |
| 6,32 сек | 2247 футов (685 м)                                                               | 1912 футов (583 м)                                                               | 1917 футов (584 м)                                                               |
| 9,00 сек | 2652 фута (808 м)                                                                | 2387 футов (728 м)                                                               | 2448 футов (746 м)                                                               |
| При 120 узлах дистанция разгона чуть больше, чем при 110 узлах, так как пилоты будут поднимать нос с задержкой, пока двигатели не выйдут на полную мощность |                                                                                  |                                                                                  |                                                                                  |

Спустя 800 футов (244 м) от точки отрыва самолёт на скорости Vref+20 должен подняться до высоты 35 футов (11 м), а на удалении 2650 футов (808 м) — до 200 футов (61 м).

### Анализ данных
По имеющимся данным, самолёт на момент происшествия был технически исправен и имел необходимые сертификаты и лицензии. Полный посадочный вес также укладывался в установленные пределы. Некоторые очевидцы утверждали, что слышали, как словно в двигателях произошло падение тяги. Однако этих звуков не слышали ни лётный экипаж, ни оба выживших бортпроводника, причём один из них сидел в хвосте салона между левым и правым двигателями, чуть впереди среднего. Обследование двигателей также не выявило признаков отказа. Позже был проведён анализ записи речевого самописца, но и на ней не удалось обнаружить шумов, похожих на сбой в работе двигателей самолёта B-727. Что до членов экипажа, то они были достаточно квалифицированы и имели необходимые сертификаты, а перед работой у них был необходимый отдых. Свидетельств, что у кого-нибудь в кабине стали проблемы со здоровьем, что могло отвлечь остальных от пилотирования, обнаружено не было.
Правила авиакомпании указывали, что все посадки на Сент-Томасе должны были выполняться с закрылками, выпущенными на 40° при встречных ветрах до 20 узлов, а при сильных ветрах допускалось закрылки выпускать до 30°. Но в правилах не было чёткого определения для «сильного» и «порывистого» ветров. В свою очередь командир знал, что в аэропорту поверхностный юго-восточный ветер с возможными порывами, поэтому выпустил закрылки только на 30°, так как в этом случае самолёт легче управляется. Хотя при этом необходимая длина для посадки возрастает на 250 футов (76 м), но, по мнению пилотов, запаса длины полосы 9 должно было хватить.
Согласно имеющимся данным из показаний экипажа и очевидцев, а также бортовых самописцев, рейс 625 выполнял снижение по нормальной глиссаде, прошёл торец полосы на установленной высоте и должен был приземлиться на расстоянии около 1000 футов (300 м) от него. Двигатели в этот момент были переведены на режим малого газа. Но самолёт вдруг прекратил снижение и начал планировать над полосой на высоте 5—10 футов (1,5—3 м), пролетев так за 6—7 секунд расстояние около 1500 футов (460 м), после чего только приземлился; это согласуется с показаниями очевидцев, согласно которым посадка на полосу произошла на удалении 2500—2900 футов (760—880 м) после начального торца. Такое планирование над полосой, возможно, было вызвано двумя порывами северо-восточного направления, которые отклонили самолёт вправо, что командир стал исправлять небольшим левым креном, при этом чуть приподняв нос, чем, сам того не замечая, прекратил снижение. Во время этого пролёта над полосой пилотам следовало бы отказаться от посадки и уходить на второй круг. Однако командир лайнера уже эмоционально был настроен только на приземление, а внезапная турбулентность при посадке и вовсе сбила его с толку, потому в этот момент прерывать заход не стали, вместо этого отклонив стабилизатор и продолжив снижение. Длина полосы 9 составляла 4638 футов (1414 м) плюс концевая полоса безопасности длиной 500 футов (152 м). То есть после посадки на удалении 2500 футов (760 м) от начального торца у экипажа в общей сложности оставалось менее 1600 футов (490 м), чтобы остановиться до схода на грунт, но по результатам тестов этой дистанции вполне должно было хватить.
Но оценив оставшееся расстояние, командир решил, что они всё же не успеют остановиться, поэтому спустя всего 3 секунды после непосредственного приземления объявил об уходе на второй круг и перевёл рычаги управления двигателями в вертикальное положение, то есть ещё не на полный режим, чтобы двигатели сперва стабилизировались. Пилотом он был опытным и ранее совершил 154 посадки на Сент-Томасе, то есть хорошо знал этот аэропорт, в том числе и то, что при взлёте подъём передней стойки и отрыв лайнера от полосы осуществлялся на удалении около 3500 футов (1100 м). Оценив текущую воздушную скорость, командир решил, что оставшихся 500 футов (150 м) до конца полосы им хватит, чтобы набрать дополнительные 3—4 узла и выполнить нормальный взлёт. Но здесь он забыл учесть и такой важный момент, что самолёт находился в положении снижения скорости, а теперь, чтобы даже просто двигателям выйти на взлётный режим, требовалось как минимум 6,3 секунды. Из-за этого самолёту было необходимо гораздо больше расстояния для взлёта, по сравнению с остановкой. К тому же, как показали результаты тестов, B-727 для взлёта со скорости 110 узлов требовалось в среднем 1912 футов (583 м) длины полосы, а с учётом, что двигатели не были сразу переведены на максимальный режим, это расстояние могло достигать 2387 футов (728 м), а то и больше.
После увеличения режима двигатели начали постепенно разгоняться до взлётного режима. Их разгон был в пределах норм, но в сложившейся ситуации в условиях дефицита расстояния и времени командиру самолёта показалось, что двигатели начали разгоняться довольно медленно, то есть не успели бы выйти на максимальный режим, поэтому рычаги двигателей передвинули полностью вперёд. Однако даже теперь прирост мощности, по мнению командира, был ещё недостаточным, чтобы авиалайнер успел набрать скорость для безопасного взлёта. За 5 секунд от начала попытки взлёта рейс 625 успел пробежать по полосе около 900 футов (270 м), то есть для безопасной остановки оставалось 700 футов (210 м), когда рычаги двигателей перевели в режим малого газа, после чего применили максимальное торможение колёс шасси. Носовое шасси при этом не опускалось, то есть тормозили лишь колёса основного шасси. К тому же экипаж не задействовал остальные тормозные системы, включая аэродинамические тормоза и реверс, которые могли остановить машину если не на полосе, то хотя бы в границах аэродрома. Впоследствии командир на слушаниях не смог объяснить, почему он использовал лишь колёсные тормоза; хотя, возможно, находясь в стрессовой ситуации, он просто забыл о других способах затормозить. Оставляя за собой тормозные следы от колёс шасси, борт N1963 преодолел оставшуюся дистанцию и выехал с полосы.

## Причины
1. Самолёт был сертифицирован и обслуживался в соответствии с установленными процедурами.
2. Все члены имели сертификаты и необходимую квалификацию.
3. Аэропорт имел необходимый сертификат без всяких ограничения.
4. Аэропорт Гарри Трумэна имел допуск на приём самолётов Boeing 727—100.
5. Сертификат аэропорта на приём Boeing 727—100 был оформлен правильно.
6. Дополнительные ограничения, установленные авиакомпанией, увеличивали запас безопасности, установленный Федеральным управлением гражданской авиации.
7. Командир не выполнял установленные в авиакомпании правила по выполнению посадки на Сент-Томасе, в том числе, что посадку требовалось выполнять с выпущенными на 40° закрылками при встречном ветре до 20 узлов и при отсутствии порывистых ветров.
8. Посадка с закрылками выпущенными на 30°, вместо 40°, увеличивала угол снижения и пробег после приземления, а также сделала лайнер чувствительным к влиянию атмосферных и аэродинамических факторов, включая экранный эффект.
9. Планирование над полосой при посадке могло быть вызвано влиянием восходящего воздушного потока, экранного эффекта, увеличения тангажа, увеличения воздушной скорости полёта при быстром увеличении скорости ветра, либо сочетанием нескольких этих факторов.
10. В момент выравнивания крена и начала планирования над полосой можно было выполнить нормальный уход на второй круг, но это было проигнорировано и посадку не прервали.
11. Приземление произошло на удалении 2500—3000 футов от начального торца, когда оставшегося запаса длины полосы ещё хватало для безопасной остановки, но не для ухода на второй круг.
12. Однако командир решил, что оставшегося запаса длины недостаточно для посадки, не зная при этом, что для взлёта потребуется дистанция ещё больше.
13. После приведения самолёта в положение для взлёта, командир затем сразу прекратил попытку взлёта, вместо этого решив остановить самолёт.
14. Первый спасательный автомобиль смог прибыть к месту происшествия спустя 2½ минуты и с западной стороны.
15. Сообщения о ветрах на острове Сент-Томас были часто неточны из-за влияния рельефа вокруг аэропорта.

Национальный совет по безопасности на транспорте пришёл к мнению, что катастрофа борта N1963 произошла по вине командира экипажа, который после затянувшегося приземления принял решение выполнять уход на второй круг в условиях дефицита длины полосы. Затягивание приземления, приведшее к значительному расходу длины полосы, было вызвано нарушениями правил по выполнению посадки и столкновением с неблагоприятным поверхностным ветром. На решение командира об уходе на второй круг мог повлиять недостаточный объём информации о производительности самолёта.

## Последствия
После происшествия с рейсом 625 были внедрены правила, по которым с экипажами стали проводить более подробные инструктажи об уходах на второй круг, особенно при посадках на полосы небольшой длины, а также опасность такого решения уже после приземления, когда оставшегося запаса длины полосы не хватало для выполнения взлёта. Пересмотрели и правила авиакомпаний по различным процедурам с ужесточением контроля за их соблюдением экипажами. Кроме того, катастрофа борта N1963 была одним из тех факторов, которые в итоге привели к созданию программы «Управление ресурсами экипажа» по взаимодействию членов лётного экипажа внутри кабины.
Хотя следователи пришли к мнению, что катастрофа произошла только по вине пилотов, аэропорт имени Гарри Трумэна был закрыт на время для приёма реактивных самолётов, а вскоре провели его реконструкцию, в ходе которой почти в полтора раза удлинили взлётно-посадочную полосу (на 2015 год её длина составляет 7000 футов (2100 м)), причём для этого пришлось срыть гору на одном конце, а с другой, со стороны залива, нарастили насыпь.

### Комментарии
1. ↑  Здесь и далее указано Атлантическое время (AST)
2. ↑  Речь об острове Саванна (англ. Savanah), расположенного примерно в 5,5 милях (10,2 км) к западу от торца полосы 9 аэропорта Сент-Томас и который используется как контрольная точка для докладов при визуальных заходах на посадку.